# Сенкаманискен
Сенкаманискен — царь Куша, древнего государства, находившегося на территории современного Судана. Правил в Напате в 643—623 годах до н. э.

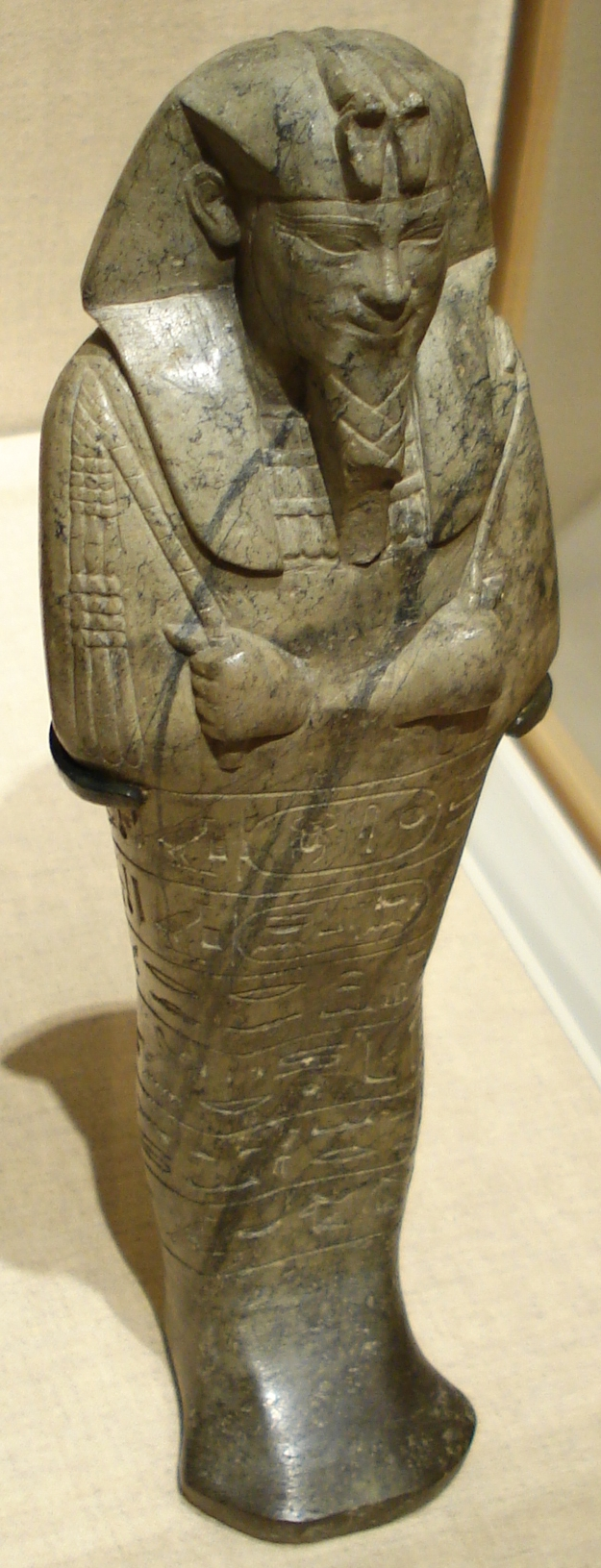
Ушебти Сенкаманискена

Сенкамискен использовал имена, основанные на традиции имянаречения египетских фараонов. Он был женат на царице Насалсе, родившей ему двух сыновей: Анламани и Аспелту, которые в конечном счете унаследовали трон Нубии после его смерти в столице Напате. Пирамида Секаманискена — N3 в Нури. Захоронение и сокрытие его статуй в Джебель-Баркале произошло вероятно по причине нападения на Куш Псамметиха II в 592 году до н. э. Объекты, на которых имеется царское имя, были также найдены в Мероэ, что указывает о значимости, придаваемой этому городу, будущей новой столице Кушитского царства.